# 艦対空ミサイル

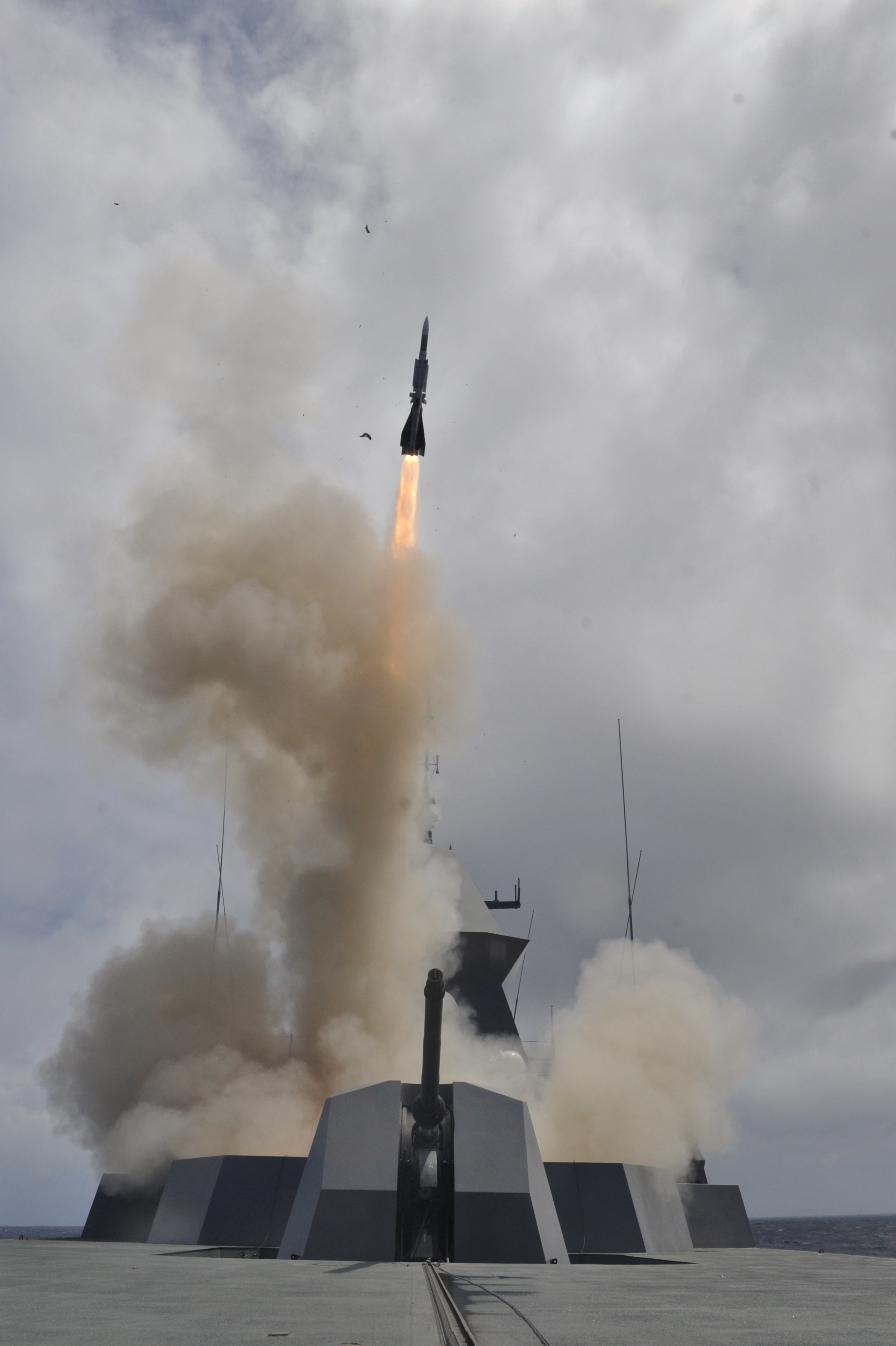
アスターSAMの発射シーン。

艦対空ミサイル（かんたいくうミサイル、英語: ship-to-air missile, SAM）は、艦船から空中目標に発射されるミサイル。
敵航空機だけではなく、敵対艦ミサイルの迎撃にも使われる。また、対空攻撃だけでなく対艦攻撃などに使用できるミサイルも存在する。

## 概要
艦対空ミサイルは、射程に関わらず、艦船から発射され、空中の目標を撃破するミサイルである。
艦対空ミサイルはおおむね、艦隊防空（フリートエリアディフェンス）ミサイルと、個艦防空（ポイントディフェンス）ミサイルの2つに大別され、艦隊防空と個艦防空の隙間を埋めるように僚艦防空（ローカルエリアディフェンス）ミサイルと、最終防衛ラインを担う近接防空（クロースエアディフェンス）ミサイルに細分される。
ジェット機や対艦ミサイルの普及や性能の向上に伴い、艦対空ミサイルは進歩し続けており、搭載する艦船も増え続けている。近年では、イージスシステムやPAAMS、NAAWSなど、極めて高度な戦闘能力を有する艦隊防空システムが開発されており、艦対空ミサイルはそのサブ・システムとして、極めて重要な役割を担っている。

## 艦隊防空ミサイル
艦隊防空ミサイルは、艦隊に対して攻撃を仕掛けてくる対艦ミサイルや攻撃機を迎撃、撃墜を目的とした対空ミサイル。第二次世界大戦以降の艦隊は数kmの広大な範囲に展開することと、対艦ミサイルの高速化により、できるだけ遠距離で迎撃するために長射程となるよう設計されている。
その結果、ミサイルは比較的大型化し、さらにそれを活用するためには探知距離の長いレーダーや高性能の戦術情報処理装置との連接が求められるので、必然的に、かなり大規模な運用設備が必要となる。そのため、艦隊防空ミサイルは、艦隊防空を特に重視している艦（防空艦）のみに搭載される（なお、ミサイル巡洋艦、ミサイル駆逐艦、ミサイルフリゲートなど、艦種の頭にミサイルがつく水上艦は、艦隊防空ミサイルを装備していることを意味する）。

### 第一世代（1940年代～1970年代）
西側諸国において、艦隊防空ミサイルの開発は、太平洋戦争末期に日本軍が実施した特別攻撃への対処法のひとつとして開始された。世界初の艦対空ミサイルはイギリスのストゥッジ（Stooge）であり、これはフェアリー社製で無線指令誘導、液体燃料のロケット・モーターにより、射程は12.8kmであった。1944年初頭 には神風特攻機に対して初の実戦発射を記録し、1945年2月まで実戦使用されていたが、大きな効果はないままに戦線から引き下げられ、イギリス海軍の支援も打ち切られ、フェアリー社が開発を続行したものの、1950年代前半には断念された。
同じ脅威に直面していたアメリカ合衆国も、無線指令誘導の艦対空ミサイルの開発に着手しており、個艦防空用のKANリトル・ジョーを開発したのち、より大型の艦隊防空用ミサイルの開発を開始した。1944年より、フェアチャイルド社とコンベア社は競作によりラーク（Lark）と呼ばれるミサイルの開発を開始しており、これは誘導方式が違うのみで基本的には同じ設計で、射程は55km。フェアチャイルド社製KAQ（のちのSAM-N-2）は無線指令+セミアクティブ・レーダー、コンベア社製KAY（のちのSAM-N-4）はビーム・ライディング+アクティブ・レーダー誘導であった。しかし、これらは亜音速であり、新たに登場しつつあった高速のジェット機には対抗困難であると考えられたことから、1950年末に開発は打ち切られた。
一方、これらと並行して、より先進的な艦対空ミサイルの開発計画として1944年に開始されていたのがバンブルビー計画（Bumblebee Project）であった。これは元来、ラムジェット推進のミサイルを開発するものであったが、開発の途中で固体ロケットのミサイルが派生し、最終的に、長射程のRIM-8 タロス、中射程のRIM-2 テリア、短射程のRIM-24 ターターという3種類の艦対空ミサイルが実用化された。これらはその頭文字から3Tファミリーと呼ばれた。また、これらの配備を進めるのと並行して、より先進的なミサイル・システムとしてタイフォン・システムの開発が試みられたが、多数の困難により、開発開始から6年後の1964年に放棄された。
これに対し、イギリスはストゥッジの開発を放棄した後、1949年より、高高度の敵爆撃機の要撃を目的とした艦対空ミサイルの開発を開始しており、これは1961年にGWS.1 シースラグとして就役した。これはビーム・ライディング誘導、射程は27kmであった。また、フランスは、テリアをモデルとして、国産のマズルカ（MASURCA）を開発した。
その一方で、これらの西側諸国に対抗する必要があったソビエト連邦においても、艦隊防空ミサイルの開発が開始された。この時代のソ連水上艦艇は、侵入してくる西側の洋上兵力を近海において要撃することを任務としていた。その際、西側の強力な洋上航空兵力が重大な脅威であると予想されたため、その必要はより切実なものであった。当初は、長射程のS-75ヴォールホフM（SA-N-2）と中射程のM-1 ヴォルナ（SA-N-1）の二系統の艦対空ミサイルによって、二重の防空網を構築する計画だったが、S-75M-2は重量過大であると判断されて量産に至らなかったため、M-1ヴォルナーのみが就役した。なお、これらはいずれも陸上用の地対空ミサイルの転用型である。
これら第一世代の艦載防空ミサイルには、誘導方式としてビームライディングおよび無線指令誘導が多用されていたが、後にはセミアクティブ・レーダー・ホーミングを使用するものも登場した。第一世代のミサイル・システムはいずれもアナログコンピュータを使用していたが、それらのいくつかは後にデジタルコンピュータによって更新された。このように、電子機器の進化に伴って段階的に改良が重ねられ、特にアメリカのターターは、その後継となるスタンダードミサイルのベースとなった。

#### 主な艦対空ミサイル
アメリカ合衆国
- RIM-2 テリア
- RIM-8 タロス
- RIM-24 ターター
- RIM-50/55 タイフォン

 イギリス
- GWS 1/2 シースラグ

 フランス
- マズルカ

 ソビエト連邦
- S-75 ヴォールホフM（SA-N-2）
- M-1 ヴォルナ（SA-N-1）

### 第二世代（1970年代～1980年代）
第一世代のミサイルが多く採用したビーム・ライダー方式および無線指令誘導では追随能力に問題があり、また、電子機器の技術上の問題から、信頼性も低いと見なされがちだった。その後継となるミサイル・システムにおいては、セミ・アクティブ・レーダー・ホーミングが採用され、また、デジタル式のコンピューターが組み込まれた。
アメリカでは、複雑化したミサイルの体系が、スタンダードミサイル・システムによって合理的に統合された。また、この時期にはソ連が大量配備する対艦ミサイルの脅威がクローズアップされ、対ミサイル要撃能力の向上も課題となった。
特に1967年に発生したエイラート事件は、ミサイルをあくまで単なる小型航空機と捉え、従来の対航空機防御の延長線上で対処できると考えていた西側各国海軍に大きな衝撃を与えた。これに対処するため、アメリカにおいては、従来のターター・システムをベースとした統合戦闘システムとしてターターD・システムが実用化され、のちのイージス・システムなどの開発の嚆矢となった。
また、イギリスは、シースラグを代替する新しい艦隊防空ミサイルとして、GWS30 シーダートを開発したが、これは後に、世界ではじめて対艦ミサイルの要撃に成功した艦対空ミサイルとなった。
一方、ソ連においては、長射程の潜水艦発射弾道ミサイルを搭載したデルタ型原子力潜水艦の登場により、ソ連海軍の戦略弾道ミサイル原子力潜水艦は、危険を冒して外洋に進出する必要性から解放された。だがそうなると、今度は西側の有する強力な攻撃潜水艦兵力が自国近海に侵入し、自軍の戦略弾道ミサイル原潜を捕捉・撃沈する危険性を考慮する必要が生じた。このためソ連海軍は、大型水上艦の任務を、自軍の戦略原潜の援護に切り替えた。自国近海での対潜作戦においては、陸上基地からの航空機の援護を期待することができるので、長射程の艦対空ミサイルの必要性は以前ほど火急のものではなくなった。このため、この世代の艦対空ミサイルの開発は、中射程のM-11 シュトルム（SA-N-3 ゴブレット）のみとなっている。ただし、後に改良型が就役したことにより、シュトルムは長距離射程と言ってよい射程を得た。なお、外洋で対潜作戦を展開する必要を考慮して、長射程の艦対空ミサイルを搭載した原子力巡洋艦が計画されていた時期があり、このときには陸軍向けの2K11 クルーグを艦載化したM-31を搭載する計画であった。ただしM-31の開発は、原子力巡洋艦の計画が中止されるとともに打ち切られている。

#### 主な艦対空ミサイル
アメリカ合衆国
- RIM-66 SM-1MR/RIM-67 SM-1ER

 イギリス
- GWS.30 シーダート

 ソビエト連邦
- M-11 シュトルム（SA-N-3 ゴブレット）

### 第三世代（1980年代～）
セミアクティブ・レーダー・ホーミング方式では、ミサイルが目標に命中するまでイルミネーターが占有されるため、同時に対処できる目標数に限界があるという問題があった。これを解決するために開発されていたタイフォン・システムの挫折ののち、アメリカ海軍は、ターターD・システムを経て、イージスシステムの開発を開始していたが、これで用いられる次世代のスタンダード・ミサイルでは、発射後の中間航程に慣性誘導および指令誘導が導入された。これにより、イルミネーターによる照射は着弾直前の終末航程でのみ要求されることになり、それまでは別の目標を照射することができるので、発射のタイミングを調節することによって、イルミネーターの数以上の目標に対処できるようになった。また、従来艦もAN/SYR-1などのコミュニケーション・リンクを搭載することによって、ある程度はその恩恵を受けることができる。アメリカ軍においてこの種の改装はNew Threat Upgrade：NTUと称され、キッド級ミサイル駆逐艦などが対象となった。さらに、発射機は垂直発射化され、速射性能や即応性を向上させた。
ヨーロッパにおいても、イージスシステムと同様のコンセプトに基づいた、NATO共通戦闘の艦載戦闘システムとして、NAAWSの開発が開始された。参加各国の思惑の違いから、これは後に分裂するが、ドイツ・オランダのNAAWS（タレス対空戦システム）、イギリス・フランス・イタリアのPAAMSとして結実した。このうち、PAAMSについては、使用するアスター艦対空ミサイルを含めて新規開発されているが、戦術情報処理装置は既存のものを使用する。一方、NAAWSはアメリカ製の既存のミサイル（SM-2、ESSM）を使用するが、戦術情報処理装置も含めて開発されている。また、いずれもが新開発の多機能レーダーを中核としている。
一方、ソ連においては、この時期には、沿岸哨戒戦力の拡充や潜水艦の質的向上などを背景に、大型水上艦は外洋において西側の洋上兵力や潜水艦部隊を要撃する方針に転じた。従って、陸上基地からの航空援護の覆域外で行動することになるため、長射程と中射程のミサイルを同時に整備することにより、縦深を持った防空火網を形成することが計画された。長射程の防空ミサイル・システムとして整備されたフォールトは、ミサイルとしてS-300F（SA-N-6 グランブル）を使用しているが、これは誘導方式としてTVM方式を採用することにより、同時多目標処理能力を獲得した。しかしTVM方式はシステムの複雑化を避けられないため、これを補完するために、中射程の3K90（ウラガーン）防空システムが開発された。これはミサイルとして9M38 ウラガーン（SA-N-7ガドフライ）を使用し、従来どおりのセミ・アクティブ・レーダー誘導方式を採用することで、駆逐艦クラスの艦への搭載を実現している。これを搭載するソヴレメンヌイ級駆逐艦は、管制用レーダを6基と多数搭載することによって、限定的ながらも同時多目標対処を可能にした。また、3K90はのちに3K37 ヨーシュに発展したが、これは中間航程に慣性誘導を導入した9M38M2/9M317ミサイルを使用するとともに、多機能レーダーによる射撃指揮も可能とすることで、さらに同時交戦能力を向上させている。

#### 主な艦対空ミサイル
アメリカ合衆国
- RIM-66 SM-2MR/RIM-67/156 SM-2ER

 イギリス・ フランス・ イタリア
- アスター30

 ソビエト連邦
- 9M38（SA-N-7 ガドフライ）
- 9M38M2/9M317（SA-N-12 グリズリー）
- S-300F フォールト（SA-N-6 グランブル）

 中国
- HHQ-9A

## 個艦防空ミサイル
個艦防空ミサイルは、艦隊防空ミサイルの網をかいくぐって飛来した敵機や敵ミサイルから、個々の艦が自衛するためのもので、射程はより短距離でよく、付随する設備も小規模になる。

### 第一世代（1940年代～1970年代）
アメリカの最初の艦対空ミサイルは、NAMU（Naval Air Material Unit）によって離陸補助ロケット（JATO）を元に開発されたKANリトル・ジョーで、無線指令誘導、射程4kmと、基本的には個艦防空用であった。しかし、これは応急的に開発されたものであり、より長射程のラークの開発に成功し、さらに先進的なバンブルビー計画が軌道に乗り、また、従来の対空砲より優れた個艦防空火器としてMk 33 3インチ連装砲が開発されると、計画は放棄された。特に、Mk 33 3インチ連装砲は、VT信管が使用可能である上に、当時としては画期的な発射速度を備えており、新しい個艦防空火器の必要性は遠のいた。
一方イギリスは、既存のボフォース 40mm機関砲を代替し、また、より遠距離での交戦が可能な個艦防空火器としてミサイルに注目しており、オーストラリアのマラカをベースとして、GWS-20 シーキャットを開発した。しかしこれは、1962年に就役した時点で既に、高速化を続ける航空機に追随しきれなくなっていた。このためイギリス海軍は、シーキャットに数次に渡る改修を加えるとともに、次世代の個艦防空ミサイル・システムとして、1964年よりシーウルフの開発を開始した。
このころ、アメリカ海軍においても、増大を続ける航空脅威への対処のため、個艦防空火器のミサイル化が考慮されていた。Mk 33 3インチ連装砲は優秀な高射砲であったが、ボフォース 40mm機関砲を完全に代替するには大規模すぎたため、少なからぬ艦艇が、依然として40mm機関砲によって個艦防空を行なっていたが、1960年代には、これらの火器は性能的に、新しい航空脅威に対して到底対処しえないことが明白になっていた。この時期、アメリカ陸軍も同様の問題に直面しており、1959年より、イギリス陸軍と共同で、新型の前線エリア防空システム（FAAD）として、短射程地対空ミサイルXMIM-46 モーラーの開発を開始していた。アメリカ海軍もその開発に参加することとし、その派生型であるRIM-46Aシーモーラーを基本個艦防空システム（Basic Point Defense Missile System：BPDMS）として採用する予定であった。海軍はシーモーラーに多大な期待を寄せており、このとき整備計画が進んでいたノックス級護衛駆逐艦は、シーモーラーの搭載スペースを確保した状態で就役していた。しかし、モーラー計画は技術的な困難に直面し、1965年にキャンセルされた。

#### 主な艦対空ミサイル
アメリカ合衆国
- RIM-46 シーモーラー

 イギリス
- GWS-20/21/22/24 シーキャット

### 第二世代（1970年代～1980年代）
1967年のエイラート事件、1970年のオケアン演習を受けて、この時期、西側においては、対艦ミサイルの脅威が強く印象付けられることとなり、その対策として、個艦防空ミサイルの開発が急がれることとなった。
アメリカ陸軍はモーラー計画の挫折を受けて、サイドワインダーをもとにしたMIM-72 チャパラルを採用しており、海軍もごく少数を購入したが、これは目標正面における交戦能力がなかったため、海軍の用途には全く適さないことが判明した。このため、海軍は同じく空対空ミサイルのAIM-7 スパローを艦載化することを決定し、これによって開発されたのがシースパローBPDMSである。これは極めて応急的なもので、限定的な能力しか有さなかったことから、のちに改良型のシースパロー IBPDMSが開発され、NATO共通の個艦防空火器として、NATOシースパロー・ミサイル・システム（NSSMS）となった。NSSMSは、のちに固有のMk 23 TAS目標識別レーダーなどを追加され、小規模ながら自己完結型の防空システムを形成することになり、のちのアメリカの艦艇自衛システムなどの嚆矢となった。
また、シースパローにならって、イタリアが自国のアスピーデ空対空ミサイルを艦載化したのがアルバトロス、これをもとに中国が開発したのが輸出用のLY-60N（猟鷹60N）であった。なお、中国はこれ以前に、独力でスパローをモデルとしたHQ-61艦対空ミサイルを開発しているが、フランス製クロタルPDMSの技術導入を受けて、これはごく短命に終わっている。
イギリスが1964年より開発していたGWS-25 シーウルフは、1970年より試験に入り、1979年には就役に至った。これは小型ゆえに比較的短射程（10km弱）であったが、極めて機動性に優れたものであり、フォークランド紛争に参加した同ミサイル搭載艦2隻はゴール・キーパーとして活躍し、良好な交戦成績を残した。
フランスは陸戦用のR440 クロタルを艦載化して、個艦防空ミサイルとして配備した。これはのちに中国に技術譲渡され、HQ-7として配備された。
このように、ソ連の対艦ミサイル配備によって西側諸国海軍は個艦防空ミサイルの開発を加速したが、この時期、ソ連においても、個艦防空ミサイルの開発が開始された。前世代において、ソ連海軍は強大な西側の洋上航空戦力との激突を予想して、ほぼ全艦に長射程の艦対空ミサイルを配備しており、あえて個艦防空ミサイルを開発する必要性を感じていなかった。しかし、この時期、ソ連の水上部隊は自国近海での対潜作戦に重点を切り替えており、このため、小型対潜艦に配備するための個艦防空ミサイルが必要となったのである。これによって開発されたのが9K33M オサーM（SA-N-4 ゲッコー）で、1124型小型対潜艦（グリシャ型コルベット）や1135型警備艦（クリヴァク型フリゲート）に搭載されたほか、大型艦においても艦隊防空ミサイルを補完して装備された。

#### 主な艦対空ミサイル
アメリカ合衆国
- RIM-7 シースパロー

 イギリス
- GWS-25 シーウルフ

 フランス
- R440 クロタル

 イタリア
- アルバトロス

 ソビエト連邦
- 9K33M オサーM（SA-N-4 ゲッコー）

 中国
- HQ-61
- HQ-7

### 第三世代（1980年代～）
対艦ミサイルの普及や高性能化などによる航空脅威の強大化により、個艦防空ミサイルは、交戦機会の増大を狙っての長射程化、邀撃成功率の増大を狙っての高機動化、さらに即応性の向上を狙って垂直発射化を進めた。また、アメリカのSSDS、ドイツ・オランダのSEAPARシステム、フランスのARABELシステム、日本のFCS-3に代表されるように、個艦防空についても、高度に統合された火力システムの開発がなされている。
NATOシースパロー・ミサイル・システムは、飛躍的に射程が延伸され、敏捷となったESSMに発展した。これは1世代前の艦隊防空ミサイルにほぼ匹敵する射程を有し、適切な戦闘システムと組み合わせることで、僚艦防空にも適用することが可能である。実際に海上自衛隊はあきづき型護衛艦（2代）に先述したFCS-3の性能強化版であるFCS-3Aを搭載し、ESSMと組み合わせることで僚艦防空能力を実現している。
一方、ヨーロッパにおいてPAAMS用に開発されたアスター艦対空ミサイルのうち、短射程のアスター15は、個艦防空にも使用される。このほか、同一の発射機から運用できる、より軽量のVL-MICA艦対空ミサイルも開発されたが、これはより軽量の専用発射機とも組み合わされる。これらは、艦隊防空用にPAAMSを採用するヨーロッパ諸国海軍において一般的な個艦防空ミサイルとなることが予想されている。ただし、PAAMS系列のミサイルは開発が遅延したため、イギリスは、シーウルフの改良型を垂直発射化したGWS26を開発し、23型フリゲートに搭載した。
ソ連/ロシアは、9K33M オサーM（SA-N-4 ゲッコー）の後継となる3K95 キンジャール（SA-N-9）を開発した。これは弾体重量や射程は前任者と同程度であったが、高度にシステム化されており、同時交戦可能数は増大し、また、はるかに敏速な対処が可能となっている。
また、この時期には、個艦防空の必要性の増大を反映して、これまでに見られなかったような国が個艦防空ミサイルの開発に参入した。イスラエルのバラク、南アフリカ共和国のウムコントなどがそれである。

#### 主な艦対空ミサイル
アメリカ合衆国
- RIM-162 ESSM

 イギリス
- シーウルフGWS-26
- シーセプター

 イギリス・ フランス・ イタリア
- アスター15

 フランス
- VL-MICA

 ソビエト連邦
- 3K95 キンジャール（SA-N-9)
- 9M100

 イスラエル
- バラク

 南アフリカ共和国
- ウムコント

## 近接防空ミサイル
近接防空ミサイル（英語: Close air defense missile）は、個艦防空ミサイル網を潜り抜けてきた目標に対する最終防衛ラインの役割を担うものであり、より小型・軽量であり、近接防御火器システム（CIWS）と同様の役割である。

### 第一世代（1960年代～1980年代）
1960年代後半より、地対空ミサイルにおいて、近距離防空（VSHORAD）という新しいカテゴリが出現しはじめた。このカテゴリの最先鋒が携帯式の防空ミサイル・システム（MANPADS）であったが、まもなく、これらの艦載化が試みられることとなった。
従来、近接防空には、両用砲や対空機関砲による近接防御火器システム（CIWS）が使用されてきたが、これらはいずれも比較的大容積・大重量であったことから、小型の艦艇に搭載することは困難であった。これに対してMANPADSは、歩兵が個人ないし班で携行できる規模とされており、発射設備は非常に小規模にまとめられていた。このため、従来は人力操砲の対空機関砲程度しか搭載できなかったような小型艦艇や補助艦艇にも、ミサイルによる防空力を付与できるようになったのである。ソビエト連邦軍では、第1世代のMANPADSである9K32の配備の初期段階から、既に艦載化を進めており、哨戒艦艇や揚陸艦艇、潜水艦にまで配備していた。また、西側でも、哨戒艦艇を中心に同様の艦載MANPADSの配備が行なわれており、カナダ海軍のレスティゴーシュ級駆逐艦は、防空力向上のため、ジャベリンMANPADSの艦載化改修を受けた。
しかし、これらの第一世代近接防空ミサイルは、基本的には、人力操砲の対空機関砲を単純にMANPADSに置き換えただけのものであり、射程は伸びたものの、センサーや情報処理システムなどとの連接はなされなかったために、実際の交戦性能の向上は限定的であった。

### 第二世代（1980年代～）
1980年代ごろから就役し始めた第三世代の個艦防空ミサイル・システム（PDMS）は、交戦機会の増大を狙っての長射程化を志向した一方で、規模は増大傾向にあり、一部の艦艇が、PDMSの搭載が困難となりはじめていた。このことから、より多くの小型の艦にもミサイルによる防空能力を付与するため、近接防空ミサイルの高性能化が志向されることとなった。
第二世代の近接防空ミサイルは、第二世代の個艦防空ミサイルと同程度の射程・性能を具備する一方で、より小型・軽量なものとして開発された。アメリカとドイツは、誘導部をスティンガーMANPADSをベースに、ロケット・モーターをサイドワインダー短距離空対空ミサイルから導入することによって、従来よりも長射程の近接防空ミサイルとして、RIM-116 RAMを開発した。一方、フランスが開発したミストラルは、ミサイル弾体はMANPADS型と同等であるが、大型艦向けのサドラル・システムにおいては、発射機が遠隔操作化されたほか、艦の戦闘システムと統合できるようになっている。

#### 主な近接防空ミサイル
アメリカ合衆国
- RIM-116 RAM

 中国
- HHQ-10（FL-3000N）

 フランス
- ミストラル

 ソビエト連邦
- 9M311K グリスン（SA-N-11)
- 9K38 イグラ

3M47 グブカ・システムとして搭載